# Schmalspurbahn Jindřichův Hradec–Nová Bystřice
| Kursbuchstrecke (SŽ): | 229                     |                                           |                                |
| Streckenlänge: | 32,869 km               |                                           |                                |
| Spurweite: | 760 mm (Bosnische Spur) |                                           |                                |
| Streckenklasse: | C2                      |                                           |                                |
| Maximale Neigung: | 17 ‰                    |                                           |                                |
| Minimaler Radius: | 120 m                   |                                           |                                |
| Streckengeschwindigkeit: | 50 km/h                 |                                           |                                |
| |                         |                                           |                                |
| \| \| 0,000 \| Jindřichův Hradec JHMD früher Neuhaus \| 470 m \| \| \| \| von Veselí nad Lužnicí \| \| \| \| \| Dreischienengleis 760/1435 mm \| \| \| \| 1,985 \| odb. Dolní Skrýchov \| odb. Dolní Skrýchov \| \| \| \| nach Obrataň \| \| \| \| \| Silnice I/23 / I/34 \| \| \| \| 2,569 \| odb. Kanclov \| odb. Kanclov \| \| \| \| Normalspurbahn nach Jihlava \| \| \| \| \| ochranná zeď střelnice (521 m) \| \| \| \| 4,376 \| Hamerský potok \| Hamerský potok \| \| \| \| vlečka Jitka a.s. \| \| \| \| 5,240 \| Jindřiš früher Heinrichschlag \| 480 m \| \| \| \| Jindřiš zastávka \| 500 m \| \| \| 8,563 \| Blažejov früher Blauenschlag \| Blažejov früher Blauenschlag \| \| \| 10,720 \| Malý Ratmírov früher Klein Rammerschlag \| 540 m \| \| \| 13,339 \| Střížovice früher Drösowitz \| 535 m \| \| \| 18,039 \| Kunžak-Lomy früher Königseck-Tieberschlag \| 600 m \| \| \| 22,306 \| Kaproun früher Kaltenbrunn \| 640 m \| \| \| 24,523 \| Senotín früher Zinolten \| 650 m \| \| \| 25,207 \| Scheitelpunkt \| 673 m \| \| \| 27,144 \| Hůrky früher Adamsfreiheit \| 650 m \| \| \| 30,108 \| Dračice \| Dračice \| \| \| 30,194 \| Albeř früher Albern \| Albeř früher Albern \| \| \| 32,869 \| Nová Bystřice früher Neubistritz \| 600 m \| |                         |                                           |                                |
| Kopfbahnhof Streckenanfang | 0,000                   | Jindřichův Hradec JHMD früher Neuhaus     | 470 m                          |
| Abzweig geradeaus und von links |                         | von Veselí nad Lužnicí                    | von Veselí nad Lužnicí         |
| Strecke |                         | Dreischienengleis 760/1435 mm             | Dreischienengleis 760/1435 mm  |
| Blockstelle | 1,985                   | odb. Dolní Skrýchov                       | odb. Dolní Skrýchov            |
| Abzweig geradeaus und nach links |                         | nach Obrataň                              | nach Obrataň                   |
| Strecke mit Straßenbrücke |                         | Silnice I/23 / I/34                       | Silnice I/23 / I/34            |
| Blockstelle | 2,569                   | odb. Kanclov                              | odb. Kanclov                   |
| Abzweig geradeaus und nach links |                         | Normalspurbahn nach Jihlava               | Normalspurbahn nach Jihlava    |
| Strecke Anfang Hochstrecke, Ende Hochstrecke und nach rechts |                         | ochranná zeď střelnice (521 m)            | ochranná zeď střelnice (521 m) |
| Brücke über Wasserlauf | 4,376                   | Hamerský potok                            | Hamerský potok                 |
| Abzweig geradeaus und von rechts |                         | vlečka Jitka a.s.                         | vlečka Jitka a.s.              |
| Haltepunkt / Haltestelle | 5,240                   | Jindřiš früher Heinrichschlag             | 480 m                          |
| Haltepunkt / Haltestelle |                         | Jindřiš zastávka                          | 500 m                          |
| Bahnhof | 8,563                   | Blažejov früher Blauenschlag              | Blažejov früher Blauenschlag   |
| Haltepunkt / Haltestelle | 10,720                  | Malý Ratmírov früher Klein Rammerschlag   | 540 m                          |
| Bahnhof | 13,339                  | Střížovice früher Drösowitz               | 535 m                          |
| Bahnhof | 18,039                  | Kunžak-Lomy früher Königseck-Tieberschlag | 600 m                          |
| Haltepunkt / Haltestelle | 22,306                  | Kaproun früher Kaltenbrunn                | 640 m                          |
| Haltepunkt / Haltestelle | 24,523                  | Senotín früher Zinolten                   | 650 m                          |
| Kulminations-/Scheitelpunkt | 25,207                  | Scheitelpunkt                             | 673 m                          |
| Bahnhof | 27,144                  | Hůrky früher Adamsfreiheit                | 650 m                          |
| Brücke über Wasserlauf | 30,108                  | Dračice                                   | Dračice                        |
| Haltepunkt / Haltestelle | 30,194                  | Albeř früher Albern                       | Albeř früher Albern            |
| Kopfbahnhof Streckenende | 32,869                  | Nová Bystřice früher Neubistritz          | 600 m                          |

Die Schmalspurbahn Jindřichův Hradec–Nová Bystřice ist eine schmalspurige Eisenbahnverbindung in Tschechien, die ursprünglich als staatlich garantierte Lokalbahn Neuhaus–Neubistritz errichtet und betrieben wurde. Sie verläuft in Südböhmen von Jindřichův Hradec (Neuhaus) nach Nová Bystřice (Neubistritz).
Nach einem Erlass der tschechischen Regierung ist die Strecke seit dem 20. Dezember 1995 als regionale Bahn („regionální dráha“) klassifiziert. Seit 1998 ist sie Eigentum des privaten Eisenbahnunternehmens Jindřichohradecké místní dráhy (JHMD).

## Geschichte
Der Bezirksausschuss in Neubistritz (Nova Bystřice) erhielt am 18. Dezember 1894 die Konzession zum Bau der Strecke. Ausgestellt war die Konzession für eine Dauer von 90 Jahren. Bis zum Ablauf des 76. Jahres ab Konzessionserteilung war eine Verzinsung des Anlagekapitals von je 4 Prozent und maximal 42.162 Gulden jährlich garantiert. Teil der Konzession war zudem die Verpflichtung, den Bau der Strecke sofort zu beginnen und binnen eines und einem halben Jahres fertigzustellen.
Der Bezirksausschuss gründete daraufhin die Aktiengesellschaft Lokalbahn Neuhaus–Neubistritz. Das Aktienkapital der Gesellschaft betrug insgesamt 203.000 Gulden in 2030 Stammaktien zu je 100 Gulden. Am 1. November 1897 wurde die Strecke eröffnet. Die Betriebsführung übernahmen die k.k. Staatsbahnen (kkStB) auf Rechnung der Lokalbahngesellschaft.
Gestartet wurde der Betrieb mit Dampflokomotiven. Dafür befanden sich Heizhäuser in Neuhaus und Neubistritz. Bald nach der Eröffnung wurde eine Güterbeförderung mit Rollböcken eingerichtet.
Im Juli 1899 eröffnete die Niederösterreichische Waldviertelbahn im benachbarten Niederösterreich ihre Strecke von Gmünd nach Litschau und Heidenreichstein. Litschau befindet sich nur wenige Kilometer von Neubistritz entfernt, sodass schon bald eine Verbindung beider Strecken geplant wurde. Der Erste Weltkrieg und die daraus folgende Gründung der Tschechoslowakei ließ diesen Plan obsolet werden.
Mit der Gründung der Tschechoslowakischen Staatsbahnen (ČSD) im Herbst 1918 ging auch die Betriebsführung an diese über. An der rechtlichen Stellung der Lokalbahngesellschaft änderte sich jedoch zunächst nichts. Der erste in Regie der ČSD veröffentlichte Winterfahrplan 1918/1919 wies zwei Zugpaare auf der Gesamtstrecke aus.

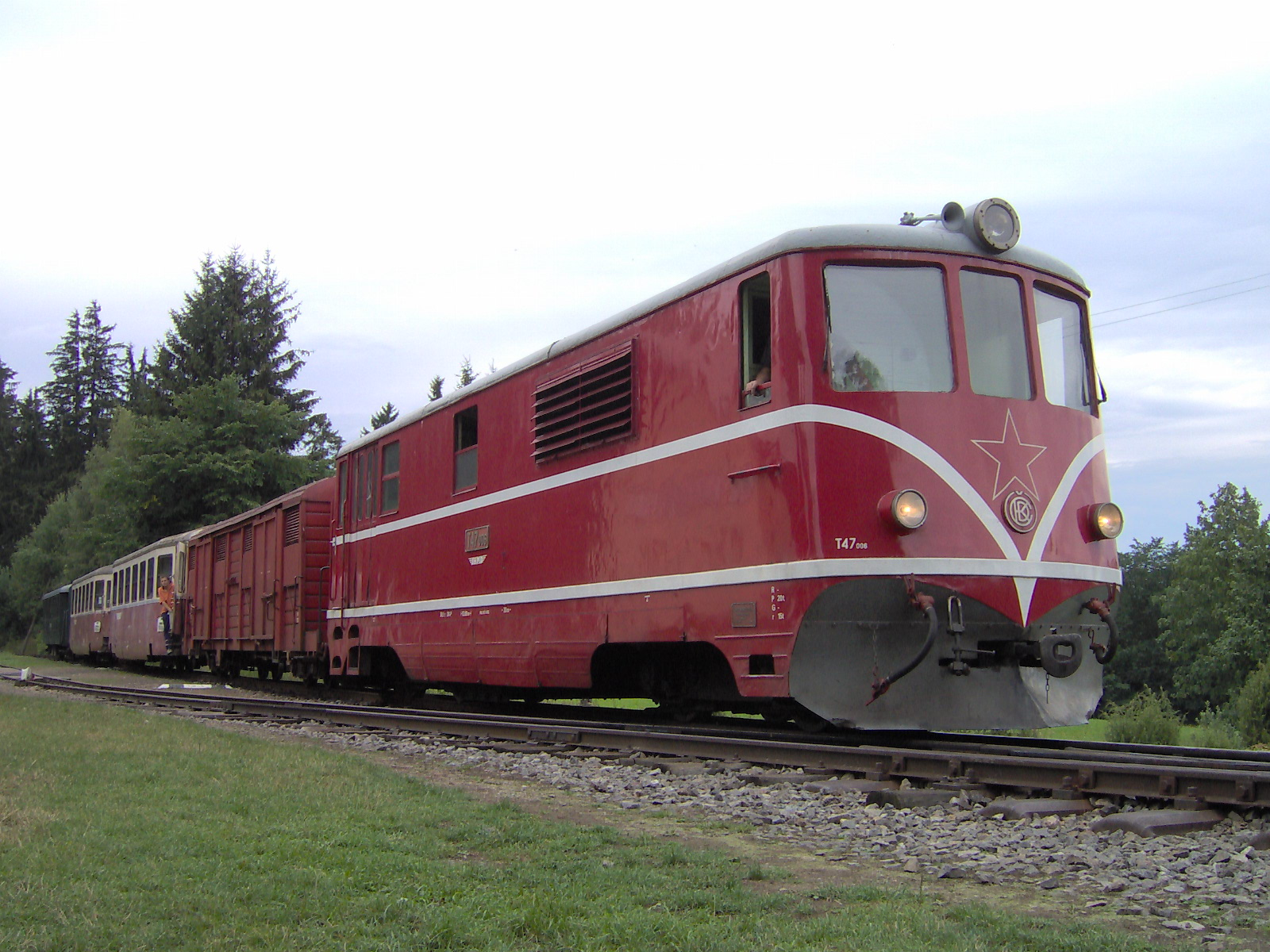
Zug der JHMD in Albeř (2008)

Zum 1. Januar 1925 wurde die Lokalbahn Neuhaus–Neubistritz verstaatlicht. Damit wurden die ČSD auch Eigentümer der Infrastruktur. Diese bemühten sich in der Folgezeit um eine Modernisierung der Strecke. Ab den 1930er-Jahren wurden in verkehrsschwachen Zeiten Triebwagen eingesetzt.
Nach der Angliederung des Sudetenlandes an Deutschland am 1. Oktober 1938 lag der größte Teil der Strecke auf nunmehr deutschem Staatsgebiet. Obwohl keine Anbindung an andere deutsche Strecken bestand, führte nunmehr die Deutsche Reichsbahn, Reichsbahndirektion Wien den Betrieb aus. Im Reichskursbuch war die Verbindung nun als KBS 461k Neuhaus (Böhmen)–Neubistritz enthalten.
Nach dem Ende des Zweiten Weltkriegs kam die Strecke wieder zur ČSD. Die deutsche Bevölkerung im Grenzgebiet wurde 1945/46 vertrieben, sodass die erbrachte Verkehrsleistung deutlich sank, zumal eine Nachbesiedlung mit Tschechen nur in geringerem Umfang gelang. Im Ergebnis wurde nur die Substanz der Strecke erhalten, eine Modernisierung der Infrastruktur erfolgte in den folgenden Jahrzehnten kaum mehr. Einzig der Fahrzeugpark wurde durch moderne Fahrzeuge ersetzt. Mitte der 1950er Jahre wurden die betagten Dampflokomotiven durch Diesellokomotiven abgelöst, für den Personenverkehr wurden in den 1960er Jahren neue Wagen beschafft.

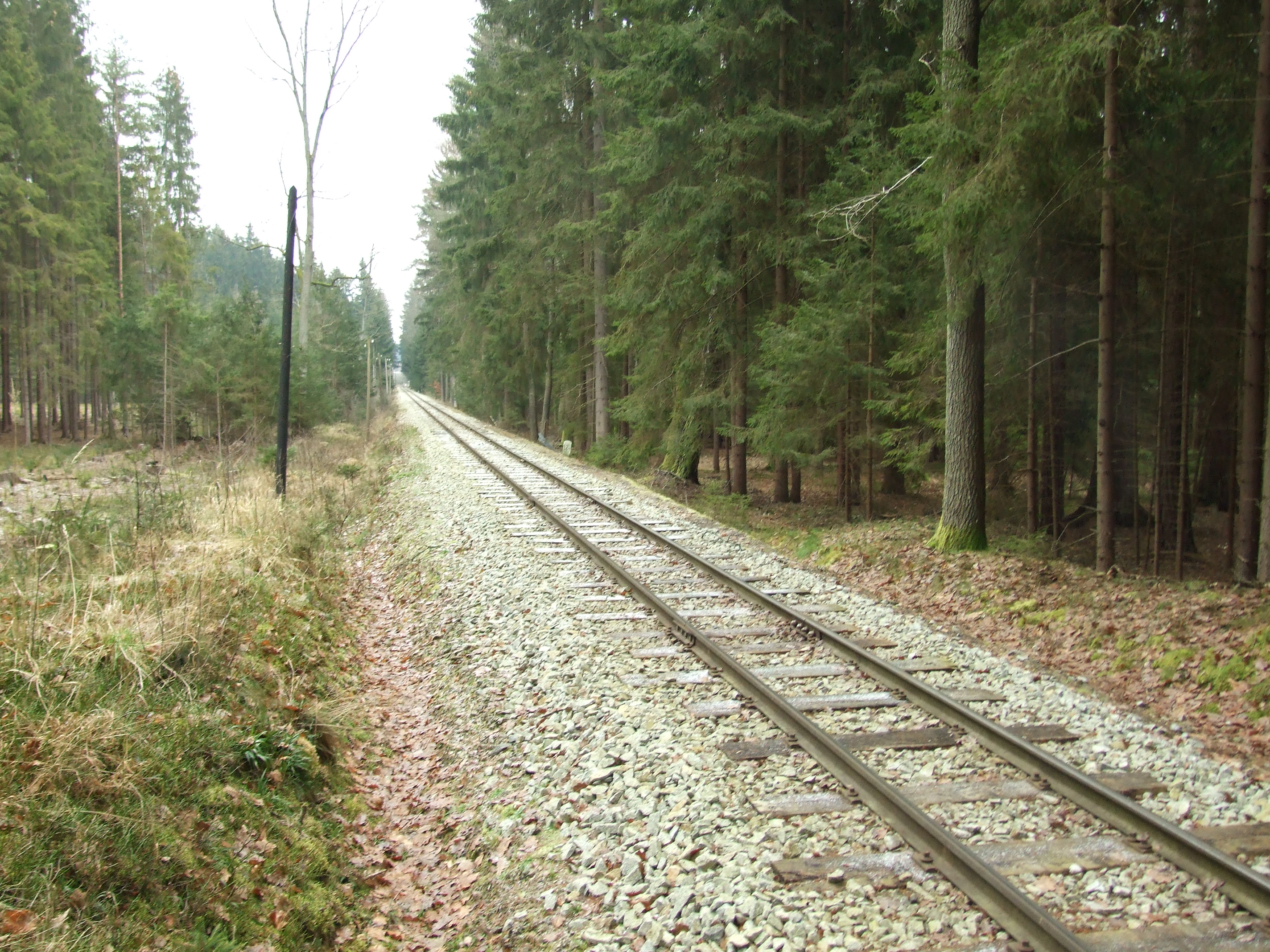
Bei der Sanierung wurde der alte Oberbau belassen; hier bei Malý Ratmírov (2009)

Trotz des geringen Verkehrs blieb die Strecke jedoch bis in die 1990er Jahre unverändert in Betrieb. Erst infolge der geänderten politischen Rahmenbedingungen ab 1990 wurde die Existenz der Strecke in Frage gestellt. Im Fahrplan 1995/96 fuhr im Winterhalbjahr nur noch ein „Alibizugpaar“ an den Wochenenden, montags bis freitags ruhte der Verkehr. Nur im Sommer fand ein dichterer Verkehr mit insgesamt vier Zugpaaren statt. Im Sommerhalbjahr verkehrte zudem ein historischer Zug mit Dampflokomotive an Sonntagen.
Am 25. Januar 1997 wurde der Reiseverkehr schließlich eingestellt. Daraufhin bemühte sich die private Jindřichohradecké místní dráhy a.s. (JHMD) um einen Weiterbetrieb in Eigenregie. Diese Bemühungen führten zum Erfolg, sodass ab 20. Juni 1997 wieder Reisezüge fahren konnten. Am 28. Februar 1998 übernahm die JHMD auch die Infrastruktur.
In den folgenden Jahren erfolgten umfangreiche Investitionen in die Infrastruktur. Die alten Anlagen und Gebäude wurden behutsam erneuert, sodass die Strecke heute den Eindruck eines lebendigen Museums macht. Trotz dieses historischen Zustandes wird heute ein reger Reise- und Güterverkehr durchgeführt. Zu einer in Tschechien einmaligen Attraktion hat sich dabei der Museumszugverkehr im Sommer entwickelt. Der historische Zug besteht aus den letzten noch erhaltenen zweiachsigen Wagen und Lokomotiven aus der Zeit der Streckeneröffnung.
Infolge der Insolvenz der JHMD war der Eisenbahnverkehr seit 2. Oktober 2022 eingestellt.
Am 10. August 2024 wurde der Eisenbahnbetrieb zwischen Hůrky und Nová Bystřice als befristetes, rein touristisches Angebot wieder aufgenommen, nachdem das Eisenbahnamt die Sicherheitsgenehmigung für diesen Abschnitt erteilt hatte. Verantwortliches Eisenbahnverkehrsunternehmen ist die neu gegründete Firma Good thing.

## Streckenbeschreibung

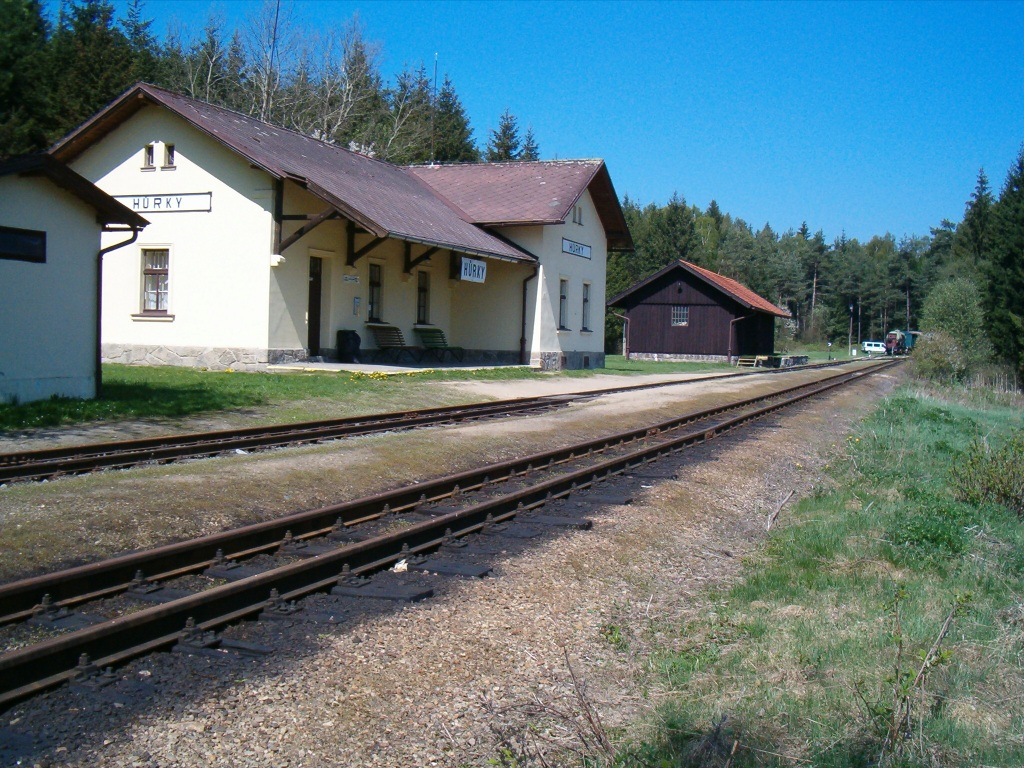
Bahnhof Hůrky

Zwischen dem Abzweig von der Normalspurstrecke und der Brücke über den Hammerbach führte die Strecke am Traumüllerberg durch den Neuhauser Stadtwald. Zum Schutz der Bahn vor dem dortigen Schießplatz der k.u.k. Armee wurde 1897 entlang der Bahnstrecke auf einer Länge von 521 Metern eine vier Meter hohe Bruchsteinmauer (ochranná zeď střelnice) errichtet, die erhalten ist.

## Fahrzeugeinsatz

### Triebfahrzeuge

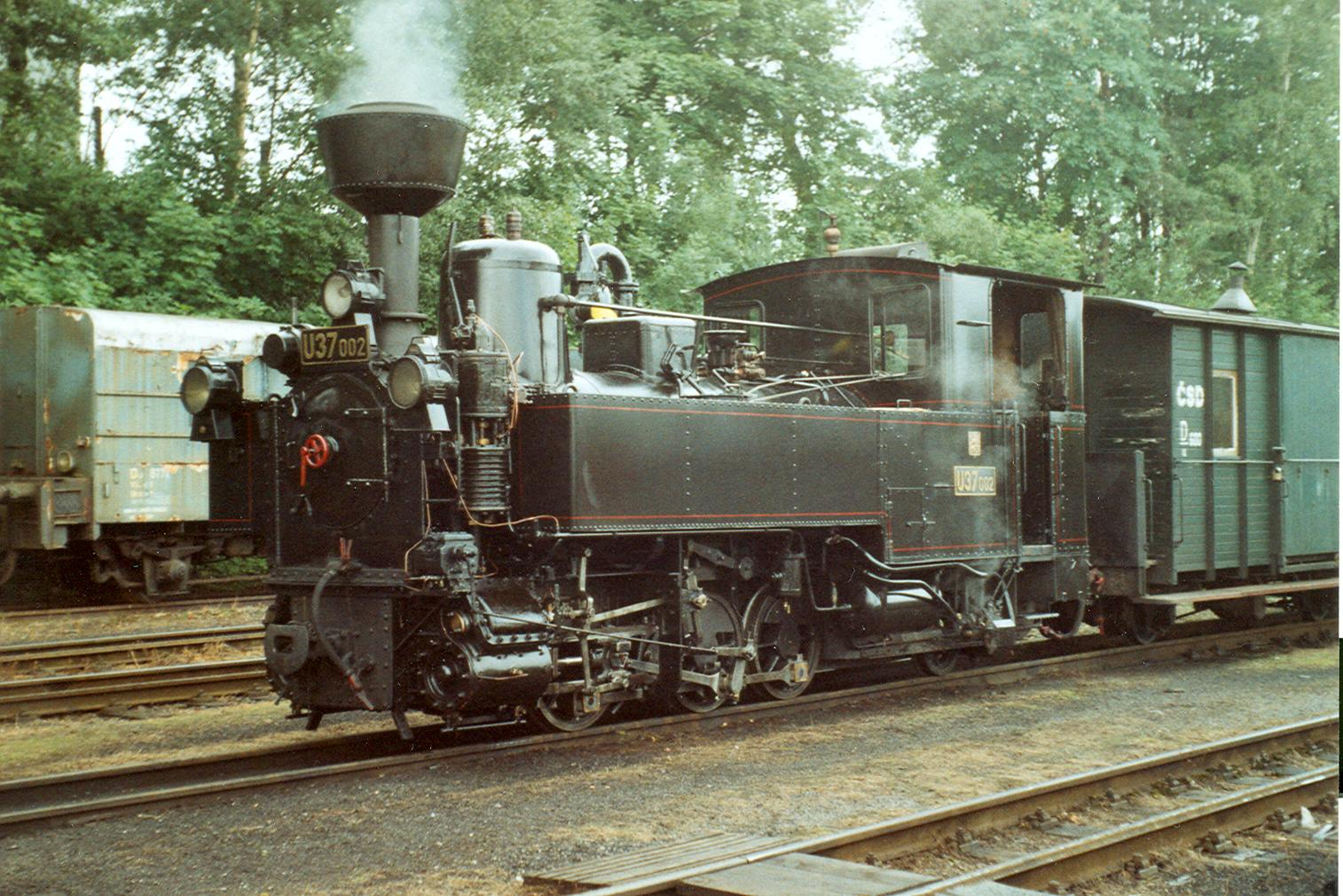
U 37.002 (ehem. kkStB U 12) als Museumslokomotive in Jindřichův Hradec

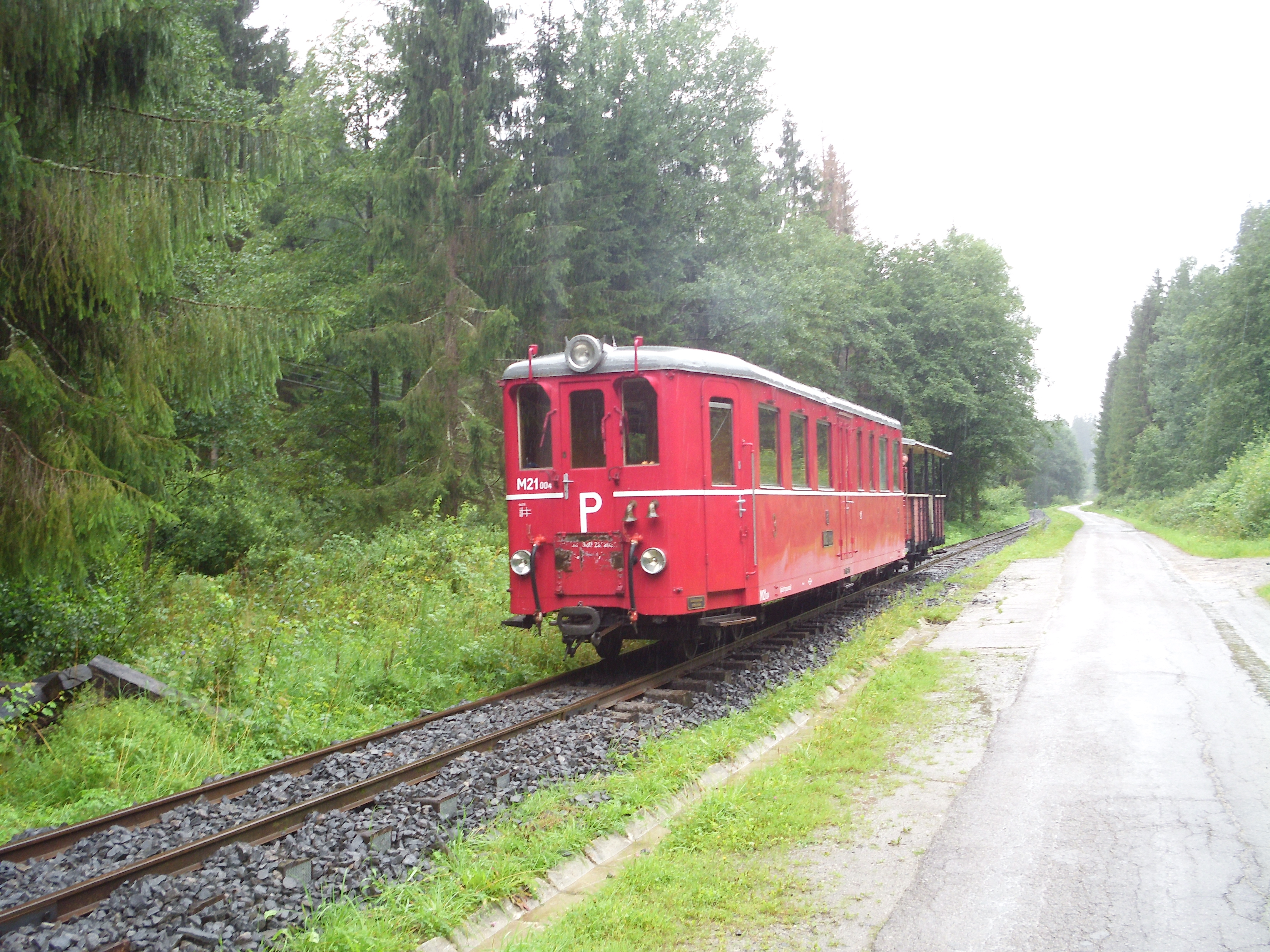
M 21.004, hier auf der Schwarzgranbahn/Slowakei

Die kkStB beschaffte für Rechnung der Lokalbahn Neuhaus–Neubistritz dreifach gekuppelte Schmalspurlokomotiven, wie sie vorher schon für die ebenfalls von ihnen betriebene (jedoch als Aktiengesellschaft in Privatbesitz befindliche) Murtalbahn beschafft wurden. Die kkStB bezeichnete diese Lokomotiven als Reihe U (nach Unzmarkt an der Murtalbahn, dem ersten Einsatzort dieses Typs). Sie erhielten die Nummern U.1 bis U.3.
Nach dem Ersten Weltkrieg wurde der Verkehr mit Mallet-Lokomotiven der Reihe U 47.0 abgewickelt, die ursprünglich von der Serbischen Staatsbahn stammten. Jeweils eine der U 37.0 und U 47.0 sind erhalten geblieben und kommen in den Sommermonaten vor Museumszügen zum Einsatz. Außerdem befindet sich heute noch eine aus Rumänien stammende Reșița-Lokomotive mit der Bezeichnung U 46.001 bei den Schmalspurbahnen, die in den Sommermonaten den Museumsverkehr ergänzt.
Ab 1929 beschaffte die ČSD zwei Turmtriebwagen der Reihe M 11.0, welche eine Schmalspurversion der ČSD-Baureihe M 120.4 waren. Diese Fahrzeuge kamen vor allem in Zeiten mit geringem Verkehrsaufkommen zum Einsatz.
Von 1939 an wurden ergänzend noch zwei vierachsige Triebwagen der Reihe M 21.0 beschafft. Der Triebwageneinsatz währte bis kurz nach dem Zweiten Weltkrieg. Der Triebwagen M 21.004 ist erhalten geblieben und befindet sich heute in Čierny Balog auf der Schwarzgranbahn (Slowakei).
Seit 1955 wird der Verkehr hauptsächlich mit den Diesellokomotiven der Reihe T 47.0 betrieben. In den 70er-Jahren gelangten noch weitere dieser Lokomotiven nach Jindřichův Hradec, als die Schmalspurbahnen Frýdlant–Heřmanice und Ružomberok–Korytnica kúpele stillgelegt wurden.
Auch eine Lokomotive der PKP-Baureihe Lxd2 und Triebwagen M27 (PKP-Baureihe MBxd2) befinden sich nunmehr in Jindřichův Hradec.

### Personenwagen

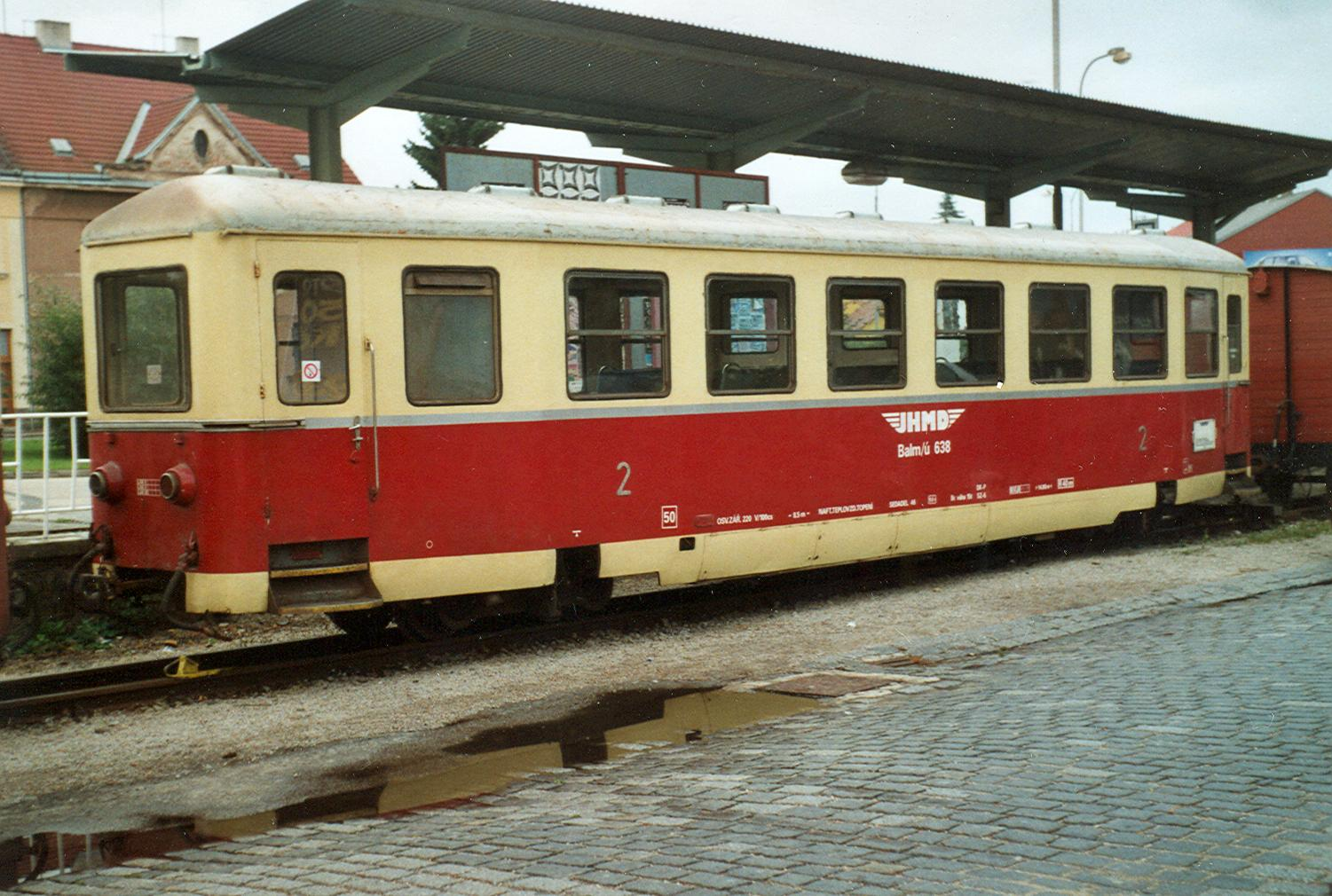
Reisezugwagen Balm/u in Jindřichův Hradec

Die anfangs beschafften zweiachsigen Personenwagen fertigte größtenteils die Waggonfabrik Ringhoffer in Prag. Später komplettierten offene Vierachser, vierachsige Personenwagen und Barwagen den Bestand.
In den 1960er Jahren gelangten auch mehrere ursprünglich sächsische Traglastenwagen nach Jindřichův Hradec, welche nach 1945 in Frýdlant v Čechách verblieben waren. Diese Wagen wurden noch bis Ende der 1970er Jahre in Reisezügen eingesetzt.
Die heute eingesetzten Personenwagen Bauart Balm/u wurden in den 1960er Jahren von ČKD Tatra in Prag gefertigt. Die seinerzeit hochmodernen Reisezugwagen besitzen hartgepolsterte Sitzbänke, geschlossene Endbühnen, Übersetzfenster und eine eigene Ölheizung.
In den 1980er-Jahren wurde ein Museumszug aus den letzten zweiachsigen alten Wagen im Bestand der ČSD zusammengestellt. Diese stilechte Zuggarnitur kommt heute regelmäßig an den Wochenenden im Sommer als Museumszug zum Einsatz.

### Güterwagen
Anfangs wurde der Betrieb mit zweiachsigen Wagen durchgeführt. Die Güterwagen stammten zum größten Teil von der Grazer Maschinen- und Waggonbau-Aktiengesellschaft. Später wurde dann der Rollbockverkehr eingeführt, der auch heute noch praktiziert wird. Die neuesten Rollböcke stammen von der Waggonfabrik Poprad aus den 1980er-Jahren. Auch heute noch gibt es vierachsige Schmalspurgüterwagen, welche vor allem dem Fahrradtransport in den Personenzügen dienen.